# Flavio Castellani
| Asteroides descubiertos: 6 | Asteroides descubiertos: 6 |
| -------------------------- | -------------------------- |
| (21308) 1996 XG 5          | 2 de diciembre de 1996     |
| (25216) Enricobernardi     | 10 de octubre de 1998      |
| (27094) Salgari            | 25 de octubre de 1998      |
| (27095) Girardiwanda       | 25 de octubre de 1998      |
| (42775) Bianchini          | 26 de octubre de 1998      |
| (96307) 1996 XT            | 4 de diciembre de 1996     |

Flavio Castellani (...) es un astrónomo italiano.

## Realizaciones
El Centro de Planetas Menores acredita el descubrimiento de seis asteroides desde el observatorio de la Estación de la Cima Ekar, realizados entre 1994 y 1998, todos en colaboración con otros astrónomos: Plinio Antolini, Ivano Dal Prete y Ulisse Munari.